# Berëzovskij (Oblast' di Kemerovo)
Berëzovskij è una città della Russia siberiana meridionale (oblast' di Kemerovo).
Sorge nella parte settentrionale della oblast', fra i corsi dei fiumi Barzas e Šurap, 27 chilometri a nord del capoluogo Kemerovo.
La città ha una popolazione di circa 47.000 abitanti (gennaio 2010), che salgono a circa 50.000 nell'intero distretto urbano.